# Rebelión de Bussa
La rebelión de Bussa o Boussa, fue una pequeña insurrección en la ciudad de Bussa contra la política de gobierno indirecto en Nigeria controlada por los británicos en junio de 1915. La rebelión fue provocada por la deposición británica del Emir de Bussa, Kitoro Gani, y su reemplazo con una administración nativa. Los rebeldes atacaron y mataron a la mitad de los miembros de la Administración, mientras que el resto huyó, dejando a los rebeldes en control en Bussa. A pesar de la campaña del Camerún contra el Imperio alemán, los británicos pudieron usar una pequeña fuerza de soldados que rápidamente reprimió la rebelión sin sufrir bajas. La Rebelión de Bussa fue objeto de una importante obra del historiador británico Michael Crowder.

## Contexto
Durante la Primera Guerra Mundial, el aumento de las demandas sobre el estado colonial, combinado con su creciente escasez de mano de obra, ejerció presión sobre las posesiones coloniales británicas y francesas en África occidental. Los levantamientos en la Nigeria británica y la Dahomey francés sirvieron particularmente para «avergonzar» a los colonialistas y se tomaron precauciones especiales para suprimirlos. Las rebeliones de los Egba y los Iseyin causaron especial preocupación.

## Trasfondo

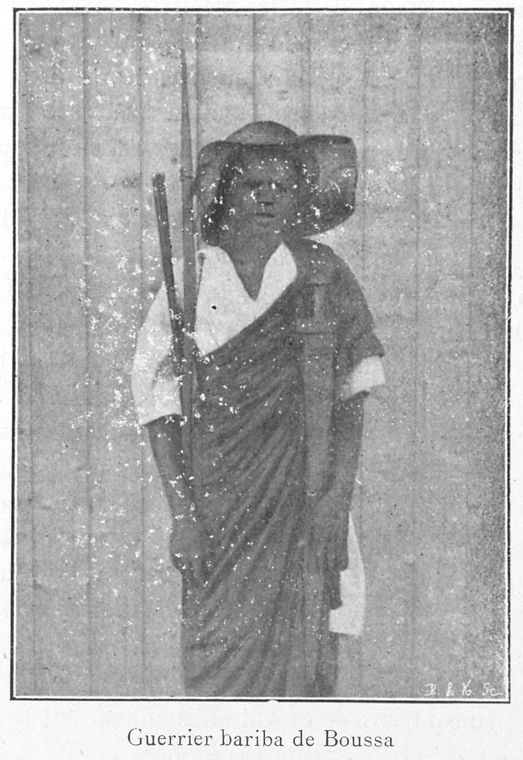
Un guerrero Bussa, fotografiado alrededor de 1900

Bussa estaba ubicada en la provincia de Borgu, en el noroeste de Nigeria. Tradicionalmente, Bussa había formado parte del Emirato de Borgu pero fue capturado por los británicos y anexado al Protectorado del Norte de Nigeria. Entre 1912 y 1914, bajo los auspicios de Frederick Lugard, el norte y el sur de Nigeria se fusionaron en un solo protectorado nigeriano. Lugard fue uno de los principales defensores de permitir una autodeterminación limitada a los estados locales, conocida como gobierno indirecto, basada en grupos tribales tradicionales pero dentro del control general británico.
Lugard argumentó que, cuando sea posible, los aristócratas o reyes precoloniales deberían ser retenidos como gobernantes indirectos en el servicio británico para dar mayor legitimidad al sistema. El emir hereditario de Bussa, Kitoro Gani, fue considerado un gobernante débil que no tuvo suficiente influencia para recaudar impuestos o llenar las cuotas de los trabajadores para trabajar en la construcción de ferrocarriles. En 1912, por lo tanto, el Residente en Yelwa, A. C. Boyd, forzó una importante reforma administrativa en el Emirato de Borgu que se dividió en áreas administrativas, cada una gobernada por un Beit-el-mal o Administración Nativa. En Bussa, la Administración quedó bajo el control de Turaki, un exasesor real. También se recaudaron impuestos.

## La rebelión
Se desconoce la fecha exacta del inicio de la insurrección, pero ocurrió a principios de junio de 1915. Una fuerza de alrededor de 600 rebeldes, liderada por Sabukki, un príncipe local, ocupó Bussa. Los rebeldes estaban armados con arcos y flechas y lograron capturar y matar a la mitad de los miembros de la nueva Administración Nativa establecida solo tres meses antes. Los miembros restantes de la Administración huyeron del distrito. Aunque pequeña, la rebelión causó pánico porque las autoridades británicas tenían pocas tropas.

### Supresión de la rebelión
El funcionario local del distrito británico, Hamilton-Brown, recibió noticias de la rebelión el 16 de junio. La lucha con las fuerzas alemanas en la campaña del Camerún limitó las fuerzas que estaban a su disposición, pero Hamilton-Brown logró imponer una pequeña fuerza de la Fuerza de la Frontera de África Occidental (WAFF) y la policía de Nigeria. La fuerza del gobierno se trasladó a Bussa y escapó con los rebeldes, aunque no se mataron soldados y solo se dispararon 150 disparos. Sabukki huyó al cercano Dahomey francés, pero la rebelión no se extendió a la colonia francesa.

## Lectura complementaria
- Osuntokun, Akinjide (Spring 1971). «Disaffection and Revolts in Nigeria during the First World War, 1914–1918». Canadian Journal of African Studies 5 (2): 171-92. ISSN 0008-3968.
- Dorward, David Craig (1974). «Emirs and Rebels: Revolt in Bussa by Michael Crowder». The Journal of African History 15 (3): 511-3. ISSN 0021-8537. doi:10.1017/s0021853700013724.

- Datos: Q16825060